# Luke Kelly
Luke Kelly (ur. 17 listopada 1940 zm. 30 stycznia 1984) – irlandzki pieśniarz i muzyk ludowy z Dublina, najbardziej znany jako jeden z założycieli zespołu The Dubliners.